# Муртас
Муртас (ісп. Murtas) — муніципалітет в Іспанії, у складі автономної спільноти Андалусія, у провінції Гранада. Населення — 658 осіб (2010).
Муніципалітет розташований на відстані близько 400 км на південь від Мадрида, 55 км на південний схід від Гранади.
На території муніципалітету розташовані такі населені пункти: (дані про населення за 2010 рік)
- Кохаяр: 53 особи
- Месіна-Тедель: 28 осіб
- Муртас: 577 осіб

## Демографія
Динаміка населення (INE ):

## Галерея зображень

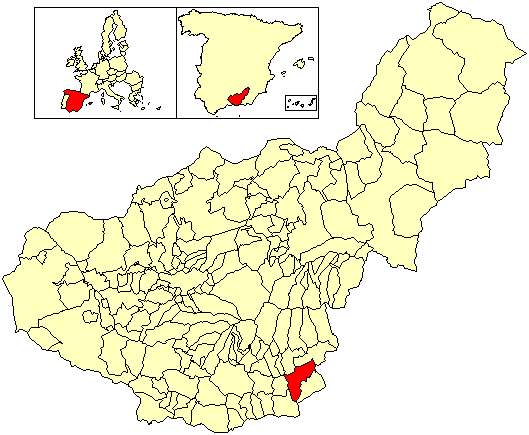
Розташування муніципалітету у провінції Гранада